# プラスチックブラケット

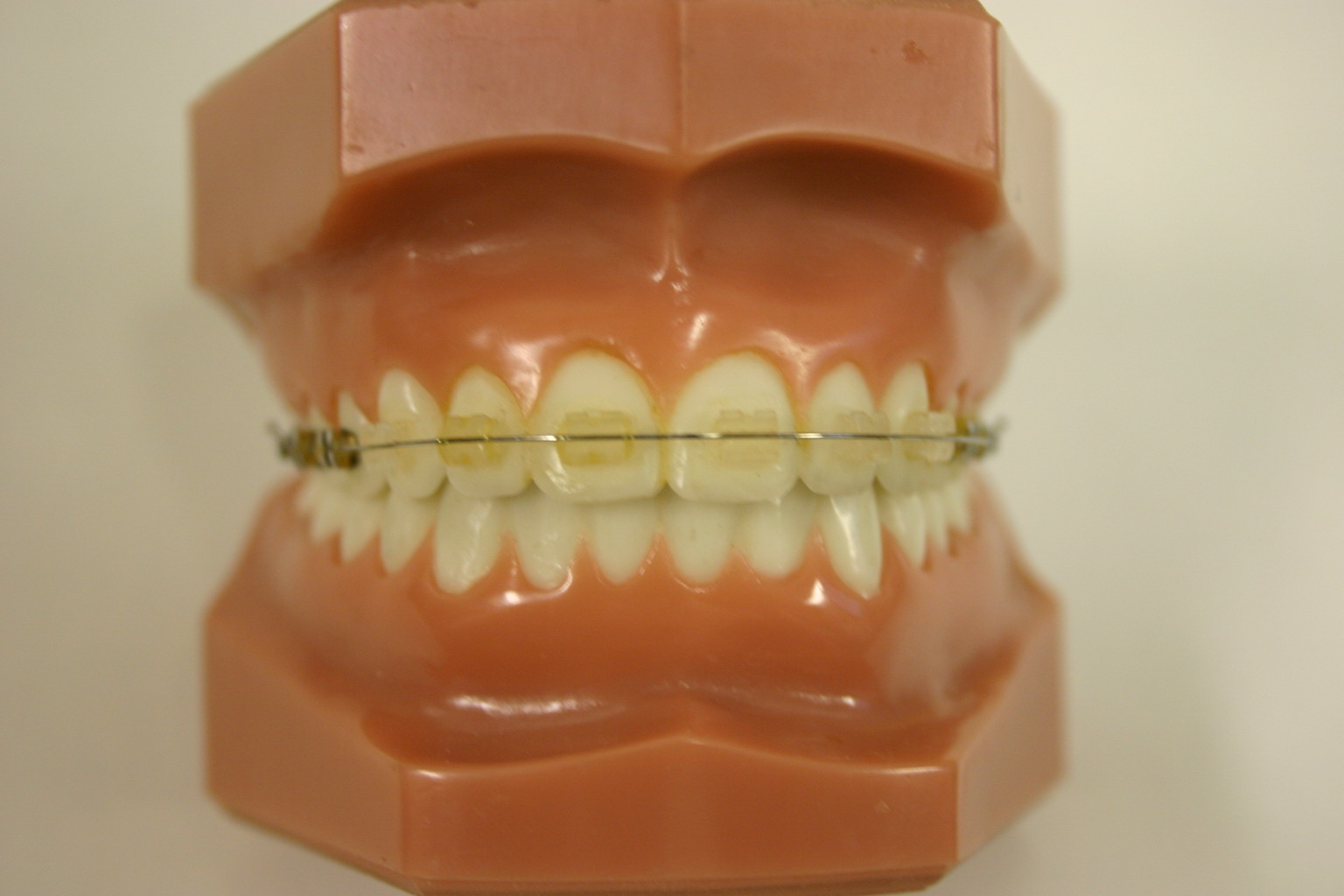
透明なブラケットを装着した模型

プラスチックブラケットとは、ポリカーボネート樹脂（PC）、ポリウレタン樹脂（PU）、ポリエチレンテレフタート樹脂（PET）などを主成分とする歯列矯正用ブラケットで、口腔内での耐久性に優れ着色しにくい審美ブラケットとなっている。またアーチワイヤを保持するスロットには、メタルピースをインサートしてスロット精度を保っているものもある。
代表的なものとして、エスタ（トミー）がある。また、ポリウレタン樹脂（PU）によるプラスチックブラケットとして、アイパス（オーソデントラム）がある。